# Epidendrum microrigidiflorum
Epidendrum microrigidiflorum är en orkidéart som beskrevs av Eric Hágsater. Epidendrum microrigidiflorum ingår i släktet Epidendrum och familjen orkidéer. Inga underarter finns listade i Catalogue of Life.